# 香港島專線小巴4M線
香港島專線小巴4M線是香港一條由石排灣、香港仔往返黃竹坑站的專線小巴線，為石排灣及香港仔地區居民提供接駁南港島線(東段)的服務。

## 歷史
- 2016年12月28日：本線配合南港島線通車而投入服務。[1][2]

## 行車路線
4M
- 往黃竹坑站方向，途經：漁光道、香港仔水塘道、洛陽街、成都道、南寧街、奉天街、香港仔大道、香港仔海傍道、黃竹坑道、南朗山道、香葉道及黃竹坑站公共運輸交匯處。
- 往香港仔方向，途經：黃竹坑站公共運輸交匯處、香葉道、迴旋處、海洋公園道、黃竹坑道、香港仔海傍道、天橋、香港仔大道、香港仔水塘道及漁光道。

## 收費
- 全程收費：$4.9
  - 香港仔往石排灣：$3.3

| - 本線大小同價。 - 65歲或以上長者使用長者或個人八達通（包括「樂悠咭」），合資格殘疾人士（包括12歲以下合資格殘疾兒童），以及60至64歲香港居民使用「樂悠咭」使用「殘疾人士身份」個人八達通繳付車資，均可享有每程$2.0或全費（以較低者為準）的票價優惠。 - 乘客可以現金或八達通於上車時付款，不設找續。 - 每位成人乘客可免費攜帶最多兩名3歲以下而不佔座位的兒童乘客乘車，超額之3歲以下小童必須繳付車費乘車。 - 乘客若繳付分段收費，請按八達通機上的「分段」按鍵，並調校至所合適的收費才拍卡。 |

### 八達通轉車優惠
1. 4M←→5M：由本路線往黃竹坑站方向於60分鐘內轉乘5M線，或反方向轉乘，次程車減收$2.1。

於此路線及港鐵之間轉乘，可獲車費優惠，詳情如下：
| 首程交通服務 | 次程交通服務 | 次程節省金額                  | 鐵路指定轉車站 | 備註                                   |
| ------------ | ------------ | ----------------------------- | -------------- | -------------------------------------- |
| 港鐵         | 4M           | HK$0.7（成人） HK$0.3（其他） | 黃竹坑站       | 轉乘時限為首程入閘／登車拍卡起計90分鐘 |
| 4M           | 港鐵         | HK$0.7（成人） HK$0.3（其他） | 黃竹坑站       | 轉乘時限為首程入閘／登車拍卡起計90分鐘 |

## 服務時間
- 每日石排灣開：06:00-23:50，10-20分鐘一班
- 每日黃竹坑站開：06:10-00:00，10-20分鐘一班